# One Shenzhen Bay
One Shenzhen Bay es un complejo de rascacielos de uso mixto situado en Shenzhen, Provincia de Cantón, China. La torre más alta (la torre 7) tiene una altura de 341.4 metros y 74 plantas. Su construcción empezó en 2014 y se completó en 2018.

## Galería de imágenes

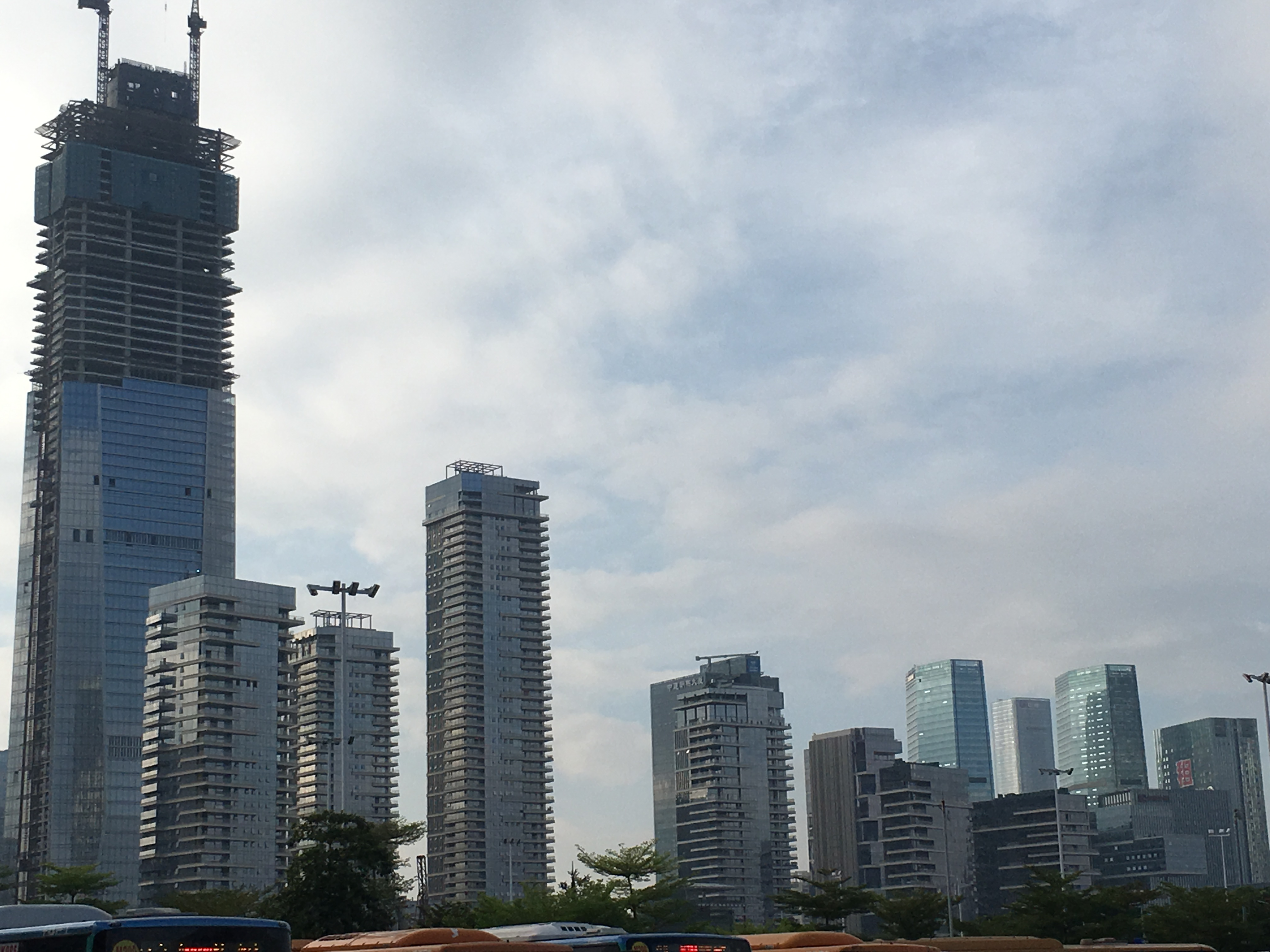
One Shenzhen Bay en construcción en noviembre de 2016.
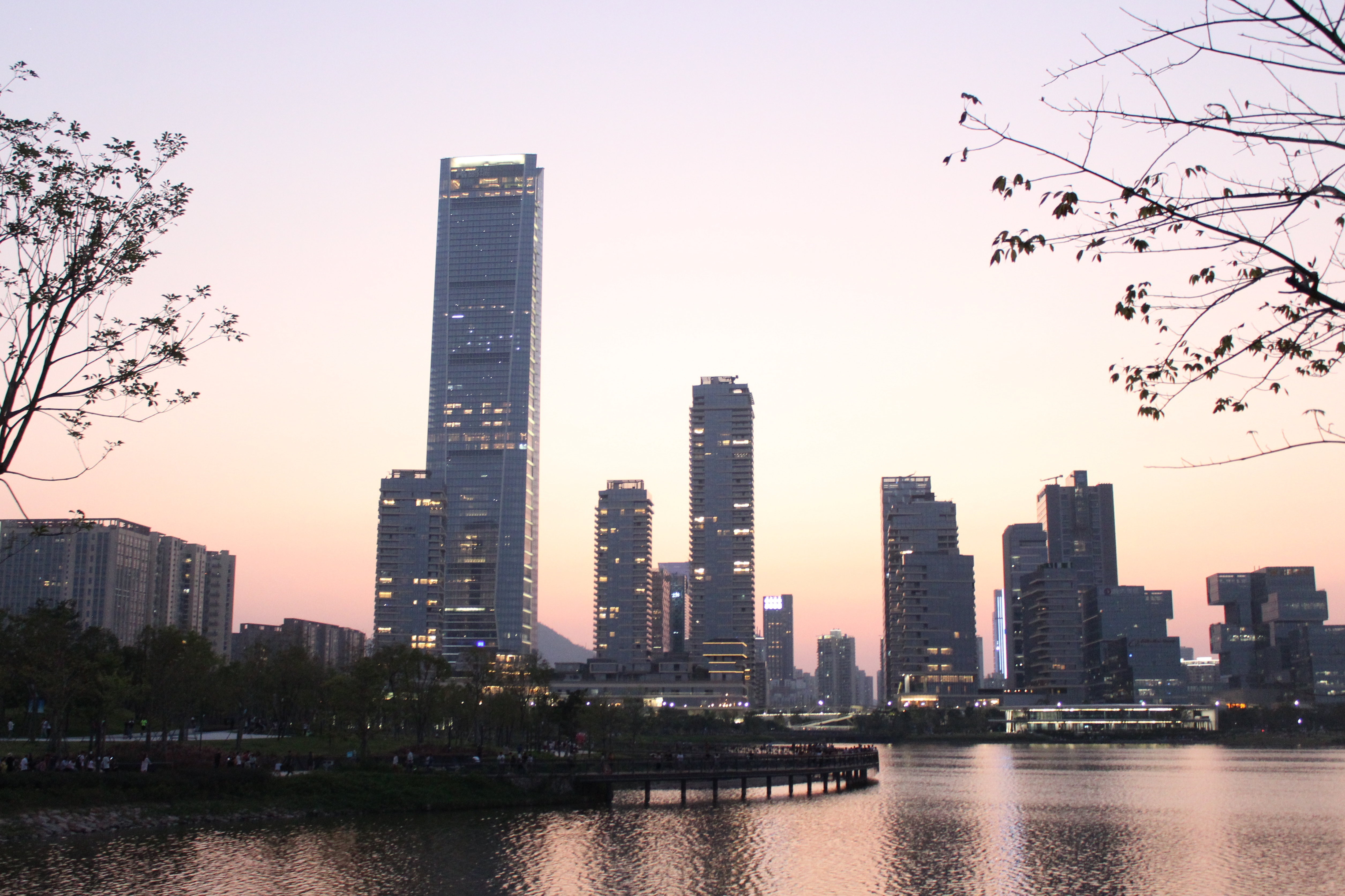
One Shenzhen Bay al anochecer.
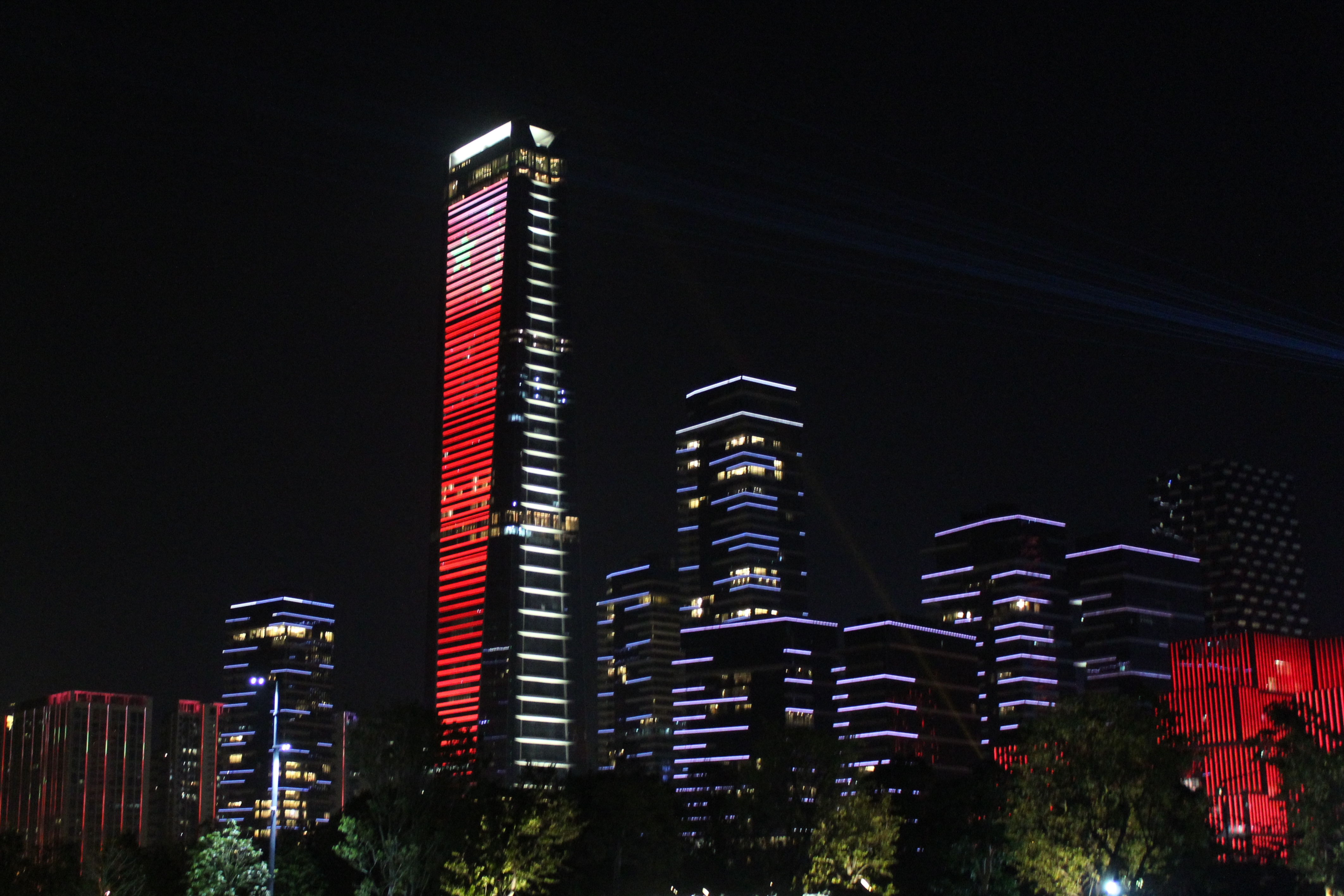
One Shenzhen Bay durante las celebraciones de la semana del día nacional.
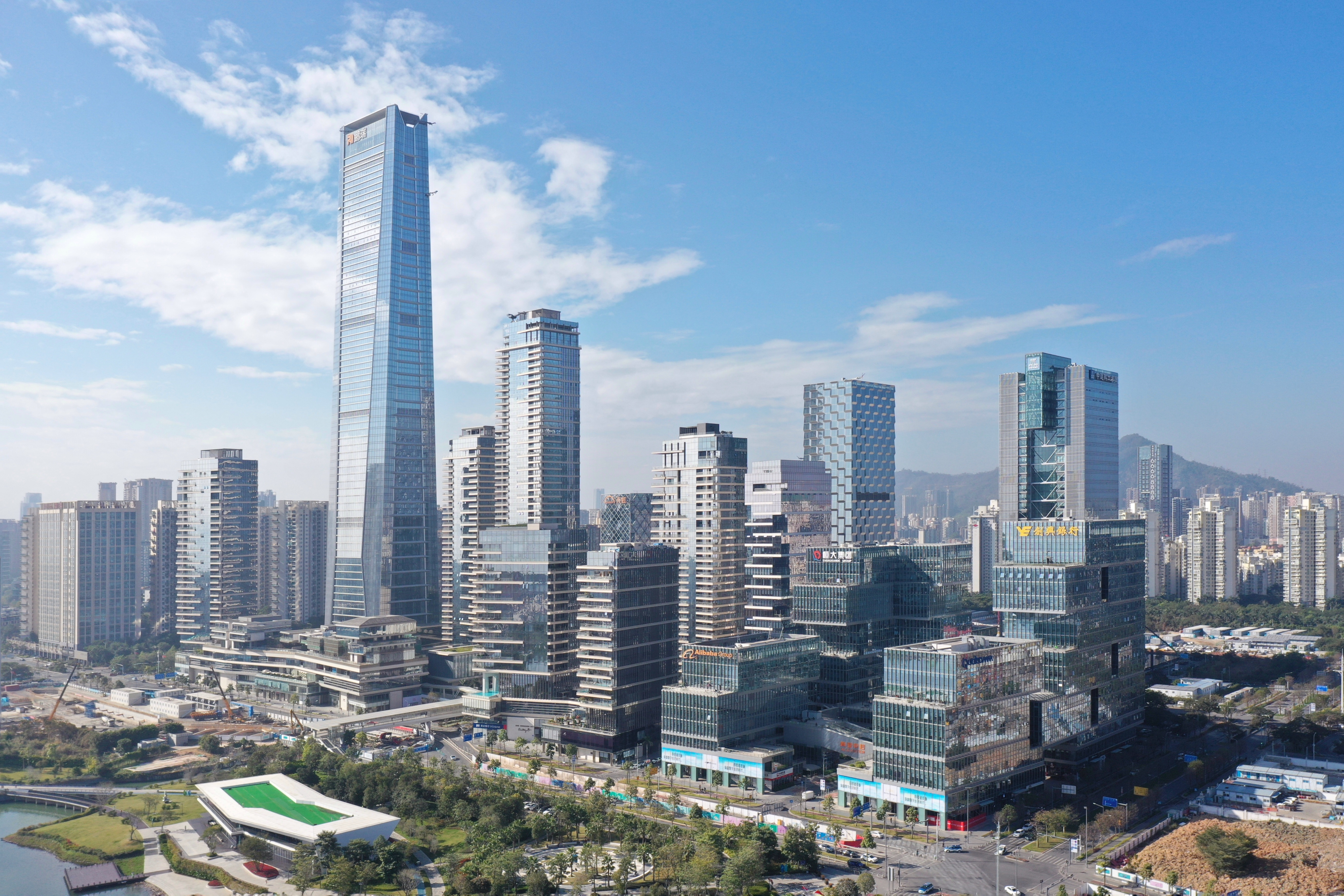
One Shenzhen Bay en 2020.